# ボブ・チャペック
ロバート・チャペック（Robert Chapek、1960年8月21日 - ）は、アメリカ合衆国のメディアエグゼクティブ、実業家であり、ウォルト・ディズニー・カンパニーの元最高経営責任者（CEO）として知られる。2020年2月25日にCEO就任以前はディズニー・パークス・エクスペリエンス・プロダクツの会長であった。

## 生い立ちと学歴
1960年に生まれる。父親は第二次世界大戦時に軍人であった。彼の家族は毎年ウォルト・ディズニー・ワールド・リゾートを訪れていた。
1977年にインディアナ州ハモンドのクラーク高等学校を卒業した後、インディアナ大学ブルーミントン校で微生物の学士号、ミシガン州立大学で経営学の修士号を取得した。

## キャリア
チャペックはH・J・ハインツ・カンパニーでブランド・マネジメント、ジェイ・ウォルター・トンプソンで宣伝を務めた後、1993年にウォルト・ディズニー・カンパニーに入社する。当初はブエナビスタ・ホーム・エンターテイメントで働き、2006年7月から2009年11月まではホームビデオ部門のワールドワイド・プレジデントを務めた。さらにその後はウォルト・ディズニー・スタジオの配給部門の社長を2年務めた。
2011年9月にチャペックはディズニー・コンシュマー・プロダクツの社長に任命された。2015年2月23日、チャペックは同月初頭にディズニー・カンパニーの最高執行責任者（COO）に昇進したトーマス・O・スタッグスの後任としてウォルト・ディズニー・パークス・アンド・リゾーツの会長に指名された。ウォルト・ディズニー・カンパニーの2018年3月の戦略的再編の一環としてディズニー・コンシューマー・プロダクツ・アンド・インタラクティブ・メディアはウォルト・ディズニー・パークス・アンド・リゾーツに統合されて新たにウォルト・ディズニー・パークス・エクスペリエンス・プロダクツと改名され、パークス・アンド・リゾーツ会長だったチャペックはこの新部門の会長となった。2020年2月、チャペックは2021年まで会長を務める予定のボブ・アイガーの後任としてウォルト・ディズニー・カンパニーの最高経営責任者（CEO）に任命された。2020年4月チャペックはディズニー・カンパニーの取締役会に選出された。同月、チャペックがCEOである一方で2019年末より流行している新型コロナウイルスによる混乱を理由にアイガーが経営執行役会長としてウォルト・ディズニー・カンパニーの業務を指揮していることが明らかとなった。

## 私生活
妻のシンシアと40年にわたって連れ添っており、3人の子供と3人の孫がいる。